# 馬里森林國家公園
56°09′N 48°22′E / 56.150°N 48.367°E

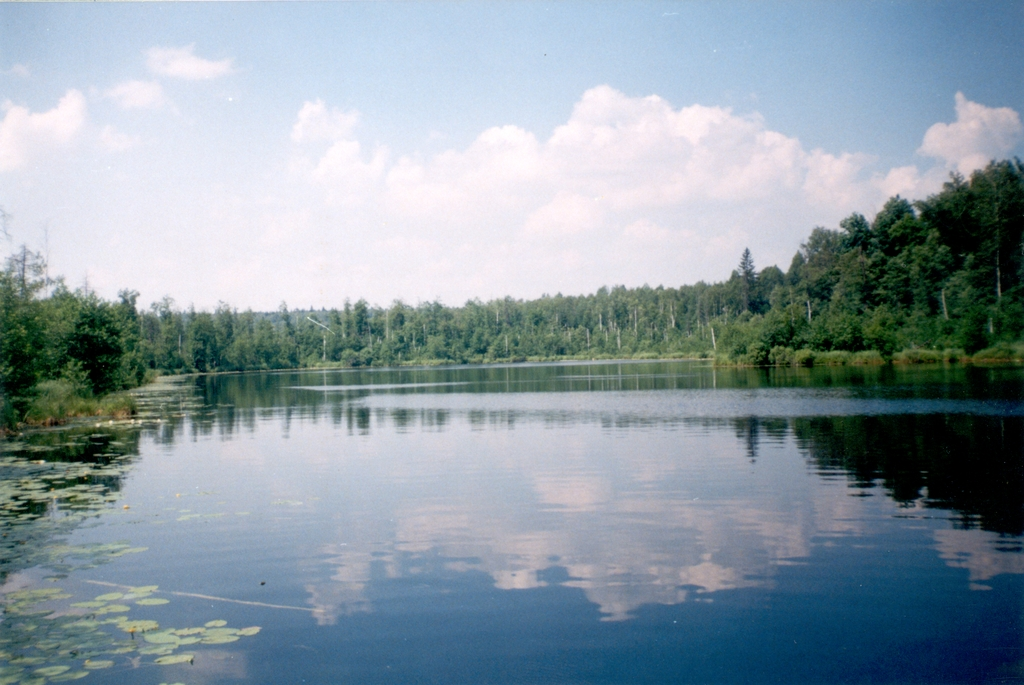

馬里森林國家公園是俄羅斯的國家公園，位於該國西南部馬里埃爾共和國，成立於1985年，面積366平方公里，有松鼠、花栗鼠、歐洲野兔、伶鼬、白鼬等野生動物棲息。